# Lou Ferrigno

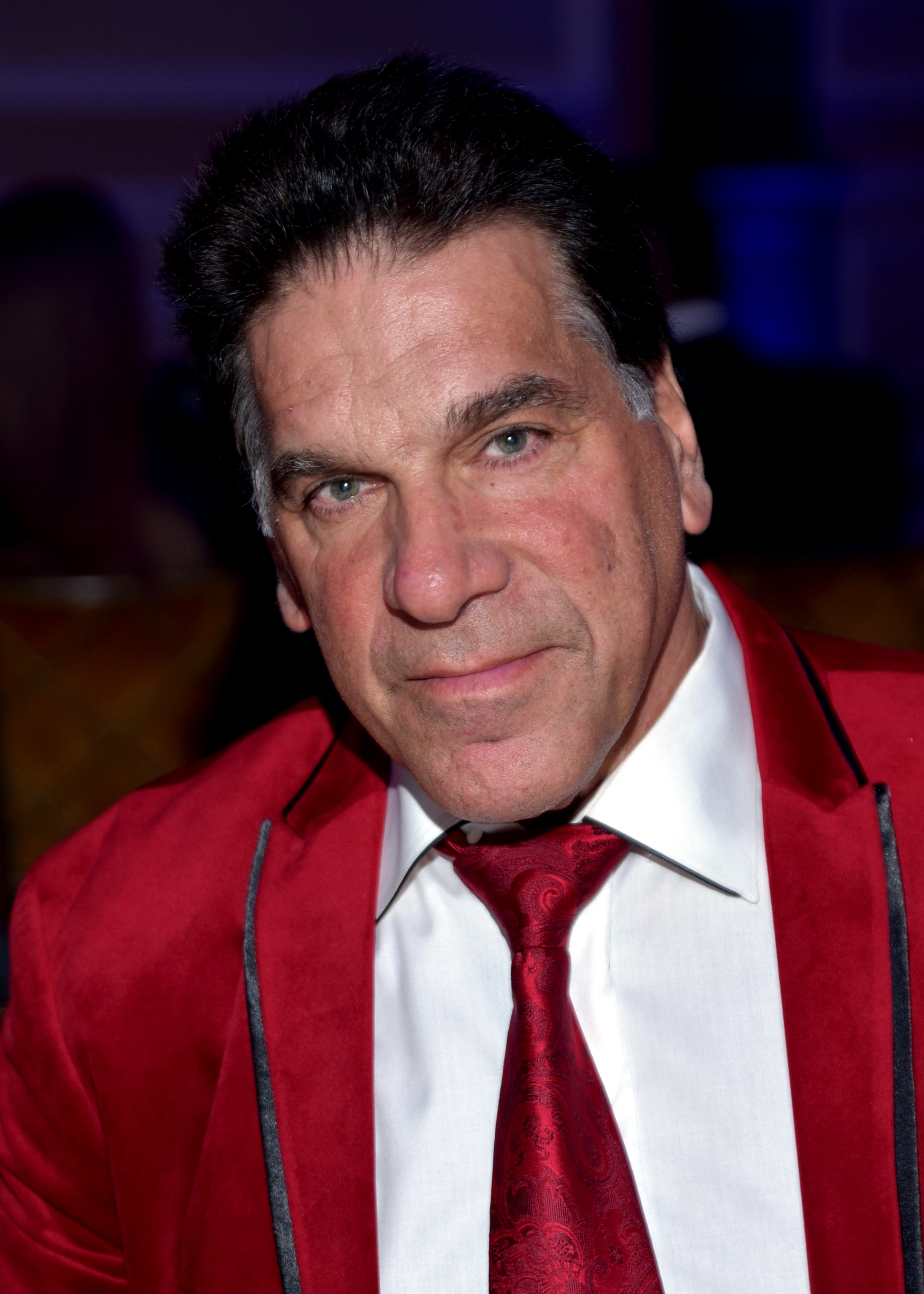
Lou Ferrigno (2018)

Louis „Lou“ Jude Ferrigno (* 9. November 1951 in Brooklyn, New York) ist ein US-amerikanischer Schauspieler und Bodybuilder italienischer Abstammung. Bekannt wurde er in der Titelrolle der Serie Der unglaubliche Hulk (1978–1982).

## Kindheit und Schule
Mit drei Jahren wurde bei Ferrigno eine Mittelohrentzündung festgestellt, infolge derer er 80 % seines Hörvermögens verlor. Der Verlust seiner Hörkraft äußert sich auch in seiner schlechten Aussprache, deretwegen er als Kind häufig gehänselt wurde. Im Teenageralter begann er aufgrund dieser Hänseleien mit dem Bodybuilding, da er mit großen Muskeln diesen Makel überspielen wollte. Zu dieser Zeit war Ferrigno schlecht in der Schule, worauf sein Vater ihm ein Ultimatum stellte: Er müsse sich in der Schule verbessern oder er dürfe nicht weiter trainieren. Im Jahre 1969 beendete Ferrigno die Brooklyn Technical High School und konzentrierte sich ab dann auf seine Bodybuildingkarriere.

## Bodybuildingwettkämpfe
Anfang der 1970er Jahre begann Ferrigno mit Bodybuildingwettbewerben. Er gewann 1971 den Pro Mr. America (WBBG) in der Teen-Kategorie und wechselte kurze Zeit später zur IFBB, bei der er 1973 Gesamtgewinner beim IFBB Mr. America wurde. 1975 wurde Ferrigno Dritter beim IFBB Mr. Olympia hinter Arnold Schwarzenegger (in dessen vorerst letztem Wettkampf) und Serge Nubret. Diese Niederlage veranlasste Ferrigno sich vom Wettkampf-Bodybuilding zurückzuziehen und sich einer Filmkarriere zu widmen.

### Übersicht der Wettkampferfolge
- 1971: WBBG Pro Mr. America — Teen, 1. Platz
- 1971: AAU Teen Mr. America — 4. Platz, Most Muscular, 5. Platz
- 1972: WBBG Pro Mr. America — 2. Platz
- 1972: NABBA-Mr. Universe — Groß (über 1,74 m Körpergröße), 2. Platz
- 1973: IFBB Mr. America — Gesamtsieger
- 1973: I.F.B.B. Mr. Universe — Gesamtsieger
- 1974: IFBB Mr. International — Gesamtsieger
- 1974: I.F.B.B. Mr. Universe — Gesamtsieger
- 1974: Mr. Olympia — Schwergewicht, 2. Platz
- 1975: Mr. Olympia — Schwergewicht, 3. Platz
- 1992: Mr. Olympia — 12. Platz
- 1993: Mr. Olympia — 10. Platz

## Filmkarriere

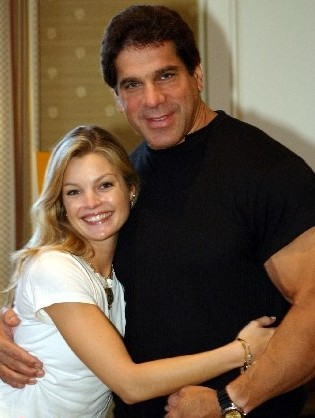
Ferrigno und Clare Kramer (2004)

Erste filmische Bekanntheit erlangte Ferrigno als Arnold Schwarzeneggers Widersacher im 1975 gedrehten und 1977 erschienenen Film Pumping Iron. Der Film begleitet die Teilnehmer des Mr.-Olympia-Wettkampfs 1975 in Südafrika. Ferrigno wird in der Dokumentation als Schwarzeneggers größter Konkurrent stilisiert und bei Trainingseinheiten mit seinem Trainer, seinem Vater, gefilmt.
Im Anschluss an seine Bodybuildingkarriere spielte er von 1978 bis 1982 in 82 Episoden der Fernsehserie Der unglaubliche Hulk.
Durch seine äußere Erscheinung und seine Körpergröße von 1,96 m auf die Figur des hünenhaften Muskelprotzes abonniert, spielte Ferrigno in der Folgezeit in Filmen wie Herkules (1983), Desert Warrior (1988) oder Sindbad (1989). Für Herkules erhielt er 1983 die Goldene Himbeere als schlechtester Newcomer. Des Weiteren trat er sporadisch in verschiedenen Fernsehserien auf.
Im Jahr 2003 wurde Hulk von Regisseur Ang Lee neu verfilmt; Lou Ferrigno hatte einen kleinen Cameo-Auftritt in diesem Film. 2008 wiederholte Ferrigno diesen Auftritt im Kinofilm Der unglaubliche Hulk von Louis Leterrier. Ebenfalls gibt er die Stimme der Hulk-Charaktere, welche jedoch mit der originalen Schauspielerstimme und weiteren Sound-Effekten zusammengemischt wird.
Ein Comeback erlebte er, als er sich in der erfolgreichen Sitcom King of Queens selbst spielte, zusammen mit seiner Frau und Managerin Carla Ferrigno (ehemals Green).
Er spielte außerdem die Rolle eines inhaftierten Sträflings in der Sitcom What’s Up, Dad? sowie 2009 eine Rolle im Film Trauzeuge gesucht! von den Drehbuchautoren John Hamburg (Zoolander) und Larry Levin (Doctor Dolittle).
Ferrigno war der letzte persönliche Fitnesstrainer von Michael Jackson vor dessen Tod im Jahr 2009 und sollte ihn körperlich auf seine geplanten Abschiedskonzerte vorbereiten. In dieser Position ist er auch im Kinofilm Michael Jackson’s This Is It zu sehen. Außerdem spielte er 1989 in Jacksons Musikvideo Liberian Girl mit zahlreichen anderen Gästen mit.
2017 wurde er in die Academy of Motion Picture Arts and Sciences (AMPAS) aufgenommen, die jährlich die Oscars vergibt.

## Familie
Er ist seit dem 3. Mai 1980 mit seiner Frau Carla verheiratet. Am 13. Juni 1981 kam ihre gemeinsame Tochter Shanna zur Welt. 1984 wurden der Sohn Louis Jr. und 1990 der Sohn Brent geboren. Shanna war als Schauspielerin tätig und wurde danach Fernsehproduzentin, Louis Jr. ist ebenfalls Schauspieler.

## Filmografie (Auswahl)
- 1977: Pumping Iron
- 1977: Der unglaubliche Hulk (The Incredible Hulk, Fernsehfilm)
- 1978–1982: Der unglaubliche Hulk (The Incredible Hulk, Fernsehserie)
- 1982: Ein Colt für alle Fälle (The Fall Guy, Fernsehserie)
- 1983: Herkules (Ercole)
- 1984: Mike Hammer (Mickey Spillane’s Mike Hammer, Fernsehserie)
- 1985: Harrys wundersames Strafgericht (Night Court, Fernsehserie)
- 1985: Die Abenteuer des Herkules 2. Teil (The Adventures of Hercules)
- 1988: Desert Warrior
- 1988: Die Rückkehr des unheimlichen Hulk (The Incredible Hulk Returns, Fernsehfilm)
- 1989: Wolf (Fernsehserie, Episode 3)
- 1989: Sindbad, Herr der sieben Meere (Sinbad of the Seven Seas, Fernsehfilm)
- 1989: Der unheimliche Hulk vor Gericht (The Trial of the Incredible Hulk, Fernsehfilm)
- 1989: Cage Fighter (Cage)
- 1990: Der Tod des unheimlichen Hulk (The Death of the Incredible Hulk, Fernsehfilm)
- 1990: Zwei Supertypen in Miami (Extralarge, Fernsehfilm)
- 1994: Cage Fighter 2 - Arena of Death (Cage II)
- 1997: Conan, der Abenteurer (Conan, Fernsehserie, eine Episode)
- 2000–2007: King of Queens (The King of Queens, Fernsehserie)
- 2003: Hulk
- 2004: What’s Up, Dad? (Fernsehserie, Episode: Immer nur lächeln)
- 2008: Der unglaubliche Hulk (The Incredible Hulk, Stimme und Cameo)
- 2009: Trauzeuge gesucht! (I Love You, Man)
- 2012: Marvel’s The Avengers (The Avengers, Stimme)
- 2014: Star Trek Continues (Webserie, Episode Lolani)
- 2015: Sharknado 3
- 2015: The Scorpion King 4 – Der verlorene Thron (The Scorpion King: The Lost Throne)
- 2015: Avengers Grimm
- 2015: Avengers: Age of Ultron (Stimme)
- 2017: Instant Death
- 2020: Guest House
- 2022: The Offer (Fernsehserie)